# Папска академия за латински език
Папската академия за латински език (на латински: Pontificia Academia Latinitatis) е орган за регулация на латинския език. Базирана във Ватикана, тя е създадена да популяризира и издигне латинския език и култура. Академията замества създадената от Павел VI Opus Fundatum Latinitas и е свързана с Папския съвет за култура.
Академията е създадена на 12 ноември 2012 г. от папа Бенедикт XVI с цел да се запази и разпространява знания за различните версии на модерен и древен латински, включително и като подчертават, но по никакъв начин не се ограничават до църковен латински, който се използва в църковните служби (по решението на Втория ватикански събор първата част от месата е на латински, а втората на националния език на държавата или най-разпространения местен език).
Професор Ивано Диониджи и отец Роберто Спатаро на 10 ноември 2012 г. са назначени съответно за учредителен президент и секретар на академията.

## Дейност
За да се постигне споменатата цели Академията възнамерява:
- да публикува трудове и да се организират срещи, учебни конгреси и изложения на латински;
- да се създадат и поддържат курсове, семинари и други проекти за обучение в сътрудничество с Папския институт за латински академични изследвания;
- да преподават на младите поколения латински и чрез съвременните средства за комуникация;
- да се организират изложби, представления, състезания и олимпиади;
- да планират други дейности и инициативи, необходими за постигане на целите на институцията.